# Stor-Fälltjärnen (Nordmalings socken, Ångermanland)
Stor-Fälltjärnen är en sjö i Nordmalings kommun i Ångermanland och ingår i Lögdeälvens huvudavrinningsområde. Sjön har en area på 0,0424 kvadratkilometer och ligger 182 meter över havet.

## Delavrinningsområde
Stor-Fälltjärnen ingår i det delavrinningsområde (707851-165878) som SMHI kallar för Mynnar i Lögdeälven. Medelhöjden är 186 meter över havet och ytan är 11,09 kvadratkilometer. Det finns ett avrinningsområde uppströms, och räknas det in blir den ackumulerade arean 14,82 kvadratkilometer. Vattendraget som avvattnar avrinningsområdet har biflödesordning 2, vilket innebär att vattnet flödar genom totalt 2 vattendrag innan det når havet efter 47 kilometer. Avrinningsområdet består mestadels av skog (73 procent). Avrinningsområdet har 0,04 kvadratkilometer vattenytor vilket ger det en sjöprocent på 0,4 procent.